# アンドルーズ・ウィンザー
アンドルーズ・ウィンザー閣下（英語: Hon. Andrews Windsor、1678年ごろ – 1765年11月ごろ）は、イギリスの軍人、政治家。スペイン継承戦争に参戦した軍人であり、1710年から1715年までと1720年から1722年まで庶民院議員を務めた。議会ではトーリー党に属した。

## 生涯
初代プリマス伯爵トマス・ヒックマン＝ウィンザーと2人目の妻アーシュラ（Ursula、旧姓ウィドリントン（Widdrington）、トマス・ウィドリントンの娘）の息子として、1678年ごろに生まれた。兄に庶民院議員ディクシー・ウィンザー閣下と初代ウィンザー子爵トマス・ウィンザーがいる。
1698年にコルネット（騎兵少尉）としてオックスフォード伯爵の歩兵連隊に入隊、1703年に近衛歩兵第1連隊の大尉に昇進した。スペイン継承戦争では1704年のブレンハイムの戦いに参戦した後、1706年に名誉進級辞令を受けて大佐に昇進、1706年のラミイの戦いと1709年のマルプラケの戦いにも参戦した。1709年、初代マールバラ公爵ジョン・チャーチルの要請により第28歩兵連隊隊長に任命された。1711年に准将に昇進した。1715年ジャコバイト蜂起が勃発すると、トーリー党所属だったため連隊長を解任された。
1710年イギリス総選挙でブランバー選挙区から出馬、兄トマスとともに無投票で当選した。1713年イギリス総選挙でも無投票で再選したが、ホイッグ党に所属する商人リチャード・ゴフが1714年までにブランバーの市民借地権36件のうち18件を購入（ウィンザー子爵は13件を所持）したため、ウィンザー家はブランバー選挙区で議席を獲得できなくなった。アンドルーズ・ウィンザーは1715年イギリス総選挙ではブランバー選挙区から出馬せず、代わりにボーフォート公爵家の支持を受けてモンマス・バラ選挙区（1人区）から出馬したが、944票でウィリアム・ブレイ（1028票）に敗れた。1度目の議員期ではトーリー党所属ながらハノーヴァー朝による王位継承を支持したとされたが、兄ディクシーと同時期に議員を務めたため、投票記録などの議会活動記録では2人を見分けることが困難だった。
1720年にブレイが死去すると、同年5月の補欠選挙に出馬して、無投票で当選した。1722年イギリス総選挙で再びブランバー選挙区から出馬したが、やはりゴフの勢力に勝てず、13票（得票数3位）で敗れた。
1765年11月ごろに生涯未婚のまま死去した。